# Ar-Halba
Ar-Halba, o anche Arhalba o Ar-Ḫalbu, (... – XIV secolo a.C.) è stato un re di Ugarit.

## Regno
Salito al trono alla morte del padre Niqmadu II, mantenne una politica di vassallaggio nei confronti degli Ittiti, ma poi si schierò verso gli Stati siriani che si ribellarono al re ittita Mursili II proclamando così l'indipendenza.
Lasciò un testamento in favore del fratello Niqmepa designandolo come successore: